# Корниенко, Прокофий Прокофьевич
Проко́фий Проко́фьевич Корние́нко (укр. Прокіп Прокопович Корнієнко, 9 февраля 1911, Ростовка — 10 июня 1972, Токаревка, Карагандинская область) — старшина Рабоче-крестьянской Красной армии, участник Великой Отечественной войны, Герой Советского Союза (1943).

## Биография
Прокофий Корниенко родился в 1911 году в селе Ростовка (ныне — Бухар-Жырауский район Карагандинской области Казахстана). Украинец. После окончания семи классов школы работал шахтёром, затем, окончив курсы товароведов, работал в Карагандинской торговле. В 1942 году Корниенко был призван на службу в Рабоче-крестьянскую Красную армию. С марта 1943 года — на фронтах Великой Отечественной войны, был разведчиком взвода разведки 847-го стрелкового полка 303-й стрелковой дивизии 57-й армии Степного фронта. Отличился во время битвы за Днепр.
В ночь с 26 на 27 сентября 1943 года Корниенко переправился через Днепр в районе села Червоное (ныне — в черте посёлка Верхнеднепровск Днепропетровской области Украинской ССР) и уничтожил вражескую пулемётную точку, мешавшую переправе. Корниенко принял активное участие в боях за захват и удержание плацдарма на западном берегу Днепра.
Указом Президиума Верховного Совета СССР от 20 декабря 1943 года красноармеец Прокофий Корниенко был удостоен высокого звания Героя Советского Союза с вручением ордена Ленина и медали «Золотая Звезда».
После окончания войны в звании старшины Корниенко был демобилизован. Проживал в посёлке Токаревка Тельманского района, работал председателем поселкового совета, заместителем председателя Тельманского районного исполнительного комитета, в Тельманском районном военкомате. Скончался 10 июня 1972 года, похоронен в селе Первое Мая Тельманского района.
Был также награждён рядом медалей.
В честь Корниенко названы улицы в Ростовке и Токаревке, средняя школа в посёлке Топар. На доме в посёлке Габидена Мустафина по адресу: улица Октябрьская, дом 31, где в период с 1948 по 1972 годы проживал Прокофий Корниенко установлена мемориальная доска (50°06′47″ с. ш. 73°09′34″ в. д.).

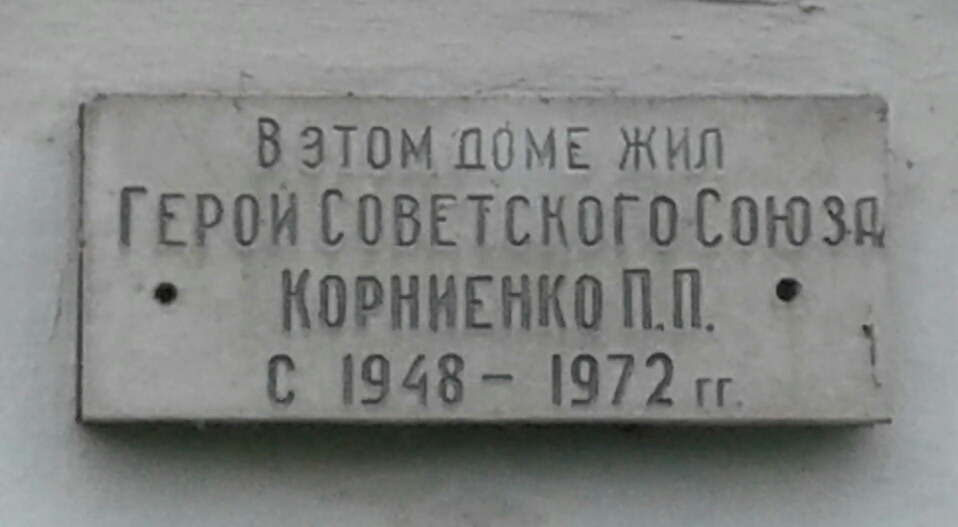
Мемориальная доска на доме